# 李菁琪
李菁琪（1988年4月2日—），環境人權律師、podcast主持人、台灣綠黨黨員，現任台灣綠黨中央執行委員。曾擔任台灣綠黨第22屆共同召集人、台灣綠黨秘書長。她亦是醫療用大麻合法化支持者。在2020年與2024年代表綠黨參選不分區立法委員。

## 參選2020年立法委員
2019年11月21日，李菁琪獲台灣綠黨提名參選2020年中華民國立法委員選舉，名列全國不分區及僑居國外國民立法委員選舉區立法委員第四名。

### 檢舉郭冠英涉共諜案
因應新聞局前駐外官員郭冠英2019年11月21日公開表示自己為中國共產黨監督2020年中華民國立法委員選舉，李菁琪及高成炎及張竹芩等綠黨黨員認為郭顯然已經違反《國家安全法》為中共發展組織相關規定，決定向台北地檢署檢舉，並要求相關單位進行調查，李指出未來若查證屬實，郭冠英將被剝奪終身俸及追繳已領總額。

### 質疑韓國瑜政治獻金申報不實
2019年11月29日，綠黨發出新聞稿表示中國國民黨時任總統候選人韓國瑜在去年參選高雄市市長時曾多次在造勢場合自稱其參選後「海內外捐款如雪片般飛來」，但根據綠黨查閱韓國瑜去年的政治獻金資料，發現根本沒有出現海外捐款，恐已違反政治獻金申報相關規定，僑居海外國民必須有中華民國國籍才能捐款，故認為韓國瑜陣營可能是去年根本沒有收到任何海外捐款或未依法申報，李菁琪及桃園市議員王浩宇同日赴監察院告發韓國瑜或違反《政治獻金法》。

### 指控柯文哲違法公布民調
2020年1月5日，綠黨指控時任臺北市市長兼台灣民眾黨主席柯文哲於2020年1月4日在台灣民眾黨台中造勢晚會發言涉及公布某政黨支持度民調之職業交叉分析之調查結果疑似違反《公職人員選舉罷免法》規定，選前10日禁止以任何方式發布與候選人或選舉有關的民調資料，李菁琪聯同桃園市議員王浩宇代表綠黨向中央選舉委員會告發柯文哲疑違反《總統副總統選舉罷免法》，而民眾黨及柯文哲則否認發言跟民調有關，民眾黨時任發言人陳宥丞更反指綠黨刻意挑起矛盾與對立。

### 選舉結果
2020年1月11日，綠黨在政黨票部分僅獲341,465票（2.4115%）支持，未能分配不分區議席，加上綠黨在區域的候選人全數落選，李菁琪及綠黨亦未能前進國會。

## 質疑員警執法不當
2020年4月14日，新北市政府警察局中和警分局員警處理一件無照少年逆向駕車闖臨檢站案件時，出腳踹少年頭部，台灣綠黨副秘書長李菁琪、秘書長張竹芩質疑該員警涉「凌虐人犯、重傷害未遂及恐嚇危害安全罪嫌」，李菁琪表示台灣是個民主法治的社會，不能容許此事，綠黨才會代替大家站出來，請內政部警政署、新北市市長侯友宜不要讓台灣淪陷；李雖感謝警察的辛勞，但更加不能容忍少數警察錯誤的行為，壞了整鍋警紀與警譽。

## 參選2024年立法委員
2024年，李菁琪再以台灣綠黨不分區第二名參選立法委員，主打大麻施用除罪化、醫療用大麻放寬適應症，李菁琪強調，支持大麻除罪化並不代表支持毒品濫用，而是尋求以更有效率、經濟及妥適的方式處理大麻使用者的問題。而現行的法律將大麻使用者視為犯罪分子，這不僅導致司法資源的大量浪費，也嚴重影響台灣戒癮治療醫療單位的運作。李菁琪提倡，應該讓符合特定條件的毒品使用者可以通過罰款替代不起訴的處分，從而減少對社會資源的浪費，並將重心放在矯治和改善上，給予毒品使用者機會改過自新。
李菁琪還提出，應該放寬醫療用大麻製劑的適應症範圍，讓有醫療需求的人能夠獲得合法、安全且可靠的藥物，以避免他們冒險從黑市獲取來源不明的藥物。李菁琪的這一主張旨在改善現行的藥物政策，使之更加人道和高效。

## 選舉紀錄
| 年度 | 選舉屆數               | 選舉區                                 | 所屬政黨 | 得票數  | 得票率 | 當選標記 | 備註 |
| ---- | ---------------------- | -------------------------------------- | -------- | ------- | ------ | -------- | ---- |
| 2020 | 第十屆立法委員選舉     | 全國不分區及僑居國外國民立法委員選舉區 | 台灣綠黨 | 341,465 | 2.41%  |          |      |
| 2022 | 第十四屆臺北市議員選舉 | 臺北市第五選舉區                       | 台灣綠黨 | 1,704   | 1.00%  |          |      |
| 2024 | 第十一屆立法委員選舉   | 全國不分區及僑居國外國民立法委員選舉區 | 台灣綠黨 | 117,298 | 0.85%  |          |      |

## 訴求

### 主張藥用大麻合法化
2021年因主持《大麻煩不煩》節目，榮獲KKBOX Podcast 風雲榜之主持人獎。李菁琪指她看到許多病患的需求，尤其是重度憂鬱症或癲癇患者的醫療需求，認為大麻在醫療上對於許多患者有所幫助，而且全球許多國家已經使用大麻協助療程多年，故她支持藥用大麻合法化。

## 外部連結
- Podcast 節目「大麻煩不煩」 （页面存档备份，存于）
- Podcast 節目「Green Party Z色派對」 （页面存档备份，存于）
- 大麻律師-Better Call Zoe 官方網站 （页面存档备份，存于）
- 李菁琪的Facebook專頁